# Stożkówka zalewowa
Stożkówka zalewowa (Conocybe ochrostriata Hauskn.) – gatunek grzybów z rodziny gnojankowatych (Bolbitiaceae).

## Systematyka i nazewnictwo
Pozycja w klasyfikacji według Index Fungorum: Conocybe, Bolbitiaceae, Agaricales, Agaricomycetidae, Agaricomycetes, Agaricomycotina, Basidiomycota, Fungi.
Po raz pierwszy opisał go w 2005 r. Anton Hausknecht w mieszanym lesie w Austrii. Synonim: Conocybe ochrostriata var. favrei Hauskn. 2005:
Polską nazwę zarekomendowała w 2025 r. Komisja ds. Polskiego Nazewnictwa Grzybów przy Polskim Towarzystwie Mykologicznym.

## Morfologia
Kapelusz
Średnica 10–40 mm, początkowo wypukłodzwonkowaty, później dzwonkowatostożkowaty, stożkowowypukły, stożkowopłaski do płaskowypukłego, często z małym garbkiem. Powierzchnia początkowo nieco owłosiona, później gładka. Jest higrofaniczny; w stanie wilgotnym prążkowany prawie do środka, jasnobrązowy, jasno żółtawobrązowy do jasno rdzawobrązowego, jaśniejszy ku brzegowi, po wyschnięciu bladoochrowy do białawego z ochrowo-brązowym odcieniem.
Trzon
Wysokość 30–75 mm, grubość 1,5–3,0 mm, cylindryczny z maczugowatą lub lekko poszerzoną (do 4 mm) podstawą, pusty.Powierzchnia podłużnie owłosiono-prążkowana, początkowo biaława z żółtawoochrowym odcieniem, później ciemniejąca od podstawy w górę do jasnobrązowej, żółtobrązowej, u podstawy do czerwonobrązowej.
Blaszki
Dość rzadkie, wąsko-przyrośnięte do prawie wolnych, L = 18–25, l = 1–3, brzuchate, o szerokości do 4 mm, początkowo bladoochrowe, później żółtobrązowe do rdzawo-brązowych. Krawędzie bledsze, drobno kłaczkowate.
Miąższ grzyba
W kapeluszu o grubości do 2 mm, białawy z żółtawobrązowym odcieniem, w trzonie ciemniejszy, jasnobrązowy, do czerwonobrązowego u podstawy. Smak i zapach niewyraźne. W amoniaku nie zmienia barwy.
Wysyp zarodników
Rdzawobrązowy.
Cechy mikroskopowe
Zarodniki 7–12 × 5–7 μm, Q = 1,42–1,96, w widoku z przodu wąsko jajowate, jajowato-elipsoidalne i elipsoidalne, w widoku z boku elipsoidalne, lekko spłaszczone brzusznie, często nieco migdałowate z centralną porą rostkową o szerokości 1,5–1,8 μm, lekko grubościenne, w wodzie jasnobrązowożółte, w alkaliach miodowo-brązowe. Podstawki 17–24 × 8–11,5 μm, maczugowate, 4-zarodnikowe. Cheilocystydy 17–27 × 7–12 μm, kręglowate, szyjka do 3,5 × 2,0 μm, główka o szerokości 4–5,5 μm. Pleurocystyd brak. Pileocystydy włoskowate, do 100 × 1,5 μm, rozproszone. Kaulocystydy dwóch rodzajów: a) elipsoidalne, kulisto-maczugowate, maczugowate, łatkowate, butelkowate, wąsko-butelkowate i cylindryczne, 6–30 × 6–9,5 μm; b) włoskowate, do 100 × 1,5–2 μm. Skórka kapelusza zbudowana z elementów kulistych i gruszkowatych o szerokości 18–45 μm. Sprzążki obecne.
Gatunki podobne
Najbardziej podobne są Conocybe rostellata i stożkówka owłosionotrzonowa (Conocybe velutipes), jednak obydwa mają mniejsze owocniki (kapelusz o średnicy do 25 mm), poza tym odróżniają się zarodnikami; zarodniki C. rostellata są mniejsze, a u C. velutipes są większe i wyraźnie soczewkowate.

## Występowanie i siedlisko
Najwięcej stanowisk stożkówki zalewowej podano w Europie (w tym na Islandii), poza nią pojedyncze w Ameryce Południowej, Afryce i Azji. W Polsce stanowiska podali B. Gierczyk i A. Kujawa w 2023 r.oku, a najbardziej aktualne podaje internetowy atlas grzybów. Znajduje się w nim na liście gatunków zagrożonych i wartych objęcia ochroną.
Naziemny grzyb saprotroficzny. Owocniki pojedynczo lub w małych grupach na glebie, w lasach liściastych w tym zalewowych, od maja do października.